# Raving Iran
Raving Iran è un documentario della regista Susanne Regina Meures del 2016. Meures riprende la vita quotidiana di due DJ techno iraniani, Anoosh e Arash, dapprima a Teheran e più tardi al Lethargy Festival di Zurigo.

## Riconoscimenti
- 2016: Zürcher Filmpreis
- 2016: First Steps Award